# Oecetis asciata
Oecetis asciata är en nattsländeart som beskrevs av Gibbs 1973. Oecetis asciata ingår i släktet Oecetis och familjen långhornssländor. Inga underarter finns listade i Catalogue of Life.